# Ludovic Bisch
 (décembre 2019).
Si vous disposez d'ouvrages ou d'articles de référence ou si vous connaissez des sites web de qualité traitant du thème abordé ici, merci de compléter l'article en donnant les références utiles à sa vérifiabilité et en les liant à la section « Notes et références ».
Pour les articles homonymes, voir Bisch.
Ludovic Bisch, ou Louis Philippe Bisch (ou Bisch-Lobstein) est un compositeur, prêtre (chanoine), organiste français né à Klingenthal (Bas-Rhin), le 11 janvier 1831 et mort à Angoulême le 18 avril 1926.
Fils de Joseph Ambroise Bisch, monteur de la manufacture d’armes blanches de Klingenthal en Alsace, et de Victoire Lobstein, il fit des études au grand Séminaire de Poitiers (1851-55). Il fut ordonné en 1855 dans le diocèse d’Angoulême.
Vicaire à Cognac (Saint-Léger) en Charente (1855-1856), puis curé de Bourg, Charente (1856-1857), il devint directeur de la maîtrise et organiste titulaire du grand orgue de la cathédrale d’Angoulême (1857-1926). Professeur à l’école Niedermeyer de Paris, compositeur d’oratoires, de motets et d’un Stabat Mater, il fut le doyen des organistes de France à sa mort (68 ans derrière le même orgue). Son orgue de salon, de fabrication anglaise et revêtu de panneaux de marqueterie, a été installé dans l'église Saint-André à Angoulême.

## Sources
- J. Gass, « Prêtres alsaciens en France », Revue catholique d’Alsace, 49, 1934, p. 452-453.
- A. Stehle, « Le chanoine Bisch de Klingenthal (1831-1926) », Annuaire de la Société d’histoire et d’archéologie de Dambach, Bach, Obernai, 8 (1974), p. 153-154.